# Список глав государств в 842 году
Список глав государств в 841 году — 842 год — Список глав государств в 843 году — Список глав государств по годам

## Азия
- Аббасидский халифат — 
  - аль-Мутасим, халиф (833 — 842)
  - аль-Васик, халиф (842 — 847)
- Армянский эмират — Смбат VIII Багратуни, ишхан (826 — 855)
  -  Зийядиды — Мухаммад ибн Зийяд, эмир (819 — 859)
  -  Саманиды — 
    - Нух ибн Асад, эмир (819 — 842)
    - Ахмад ибн Асад, эмир (842 — 864)

  -  Табаристан (Баванди) — Карен, испахбад (837 — 867)
  -  Хорасан (Тахириды) — Абдалла ибн Тахир, эмир (828 — 844)
- Абхазское царство — Димитрий II, царь (837 — ок. 872)
- Бохай (Пархэ) — Да Ичжэнь, ван (831 — 858)
- Вайтхали[англ.] — Мавла Тенг Санда, царь[англ.] (830 — 849)
- Грузия —
  - Кахетия — Самвел, князь[англ.] (839 — 861)
  - Тао-Кларджети — Баграт I, куроплат (839 — 876)
  - Тбилисский эмират — Саак бен Исмаил, эмир (833 — 853)
- Индия — 
  - Венги (Восточные Чалукья) — Виджаядитья II Нарендрагрумраджа, махараджа (806 — 847)
  - Гурджара-Пратихара — Михра Бходжа I, махараджа (836 — 890)
  - Западные Ганги — Рашамалла I, махараджа (816 — 843)
  - Качари[англ.] — Вирочана, царь[англ.] (835 — 885)
  - Пала — Девапала, царь (810 — 850)
  - Паллавы (Анандадеша) — Нандиварман III, махараджа (830 — 854)
  - Пандья — Сирмара Сеерваллабха, раджа (830 — 862)
  - Парамара[англ.] — Вайрисимха I, махараджа[англ.] (818 — 843)
  - Раштракуты — Амогхаварша I, махараджадхираджа (814 — 878)
- Индонезия — 
  - Матарам (Меданг) — Ятиниграт, шри-махараджа (838 — 850)
  - Сунда — Прабу Гайях Кулон, король (819 — 891)
  - Шривиджайя — Балапутра, махараджа (835 — ок. 860)
- Камарупа — Ванамалавармадева, царь (832 — 855)
- Караханидское государство — Кул Билга-хан, хан (840 — 893)
- Китай (Династия Тан) — У-цзун (Ли Янь), император (840 — 846)
- Кхмерская империя (Камбуджадеша) — Джаяварман III, император (ок. 835 — ок. 860)
- Наньчжао — Чжаочэн-хуанди (Мэн Цюаньфэнъю), ван (823 — 859)
- Паган — Кхе Лу, король[англ.] (829 — 846)
- Раджарата (Анурадхапура) — Даппула III, король (827 — 843)
- Силла — Мунсон, ван (839 — 857)
- Тибет — 
  - Ландарма, царь (ок. 838 — ок. 842)
  - в 842 году Тибетское царство распалось
- Тямпа — Викрантаварман III, князь (ок. 820 — ок. 854)
- Уйгурский каганат — Уге-хан, каган (840 — 846)
- Япония — Ниммё, император (833 — 850)

## Америка
- Караколь — Кан III, царь (835 — 849)

## Африка
- Гао — Айам Занка Кибао, дья (ок. 830 — ок. 850)
- Берегватов Конфедерация — 
  - Ильяс ибн Салих, король (ок. 792 — ок. 842)
  - Юнус ибн Ильяс, король (ок. 842 — ок. 888)
- Идрисиды — Али I ибн Мухаммад, халиф Магриба (836 — 849)
- Ифрикия (Аглабиды) — Абу-ль-Аббас Мухаммад ибн Ибрахим, эмир (841 — 856)
- Канем — Фуне, маи (ок. 835 — ок. 893)
- Макурия — Захария III, царь (ок. 822 — ок. 854)
- Некор[англ.] — Салих II ибн Саид, эмир[англ.] (803 — 864)
- Рустамиды — Абу Саид Афлах ибн Абд ал-Ваххаб, имам (823 — 872)
- Сиджильмаса — Мидрар аль Мунтасир, эмир (823 — 867)

## Европа
- Аквитания — 
  - Пипин II, король (838 — 852)
  - Карл II Лысый, король (839 — 843, 848 — 854)
  - Ампурьяс — Суньер I, граф (834 — 848)
  - Барселона — Бернар Септиманский, граф (826 — 832, 835 — 844)
  - Васкония — Санш II Санше, граф (836 — 852)
  - Жирона — Бернар Септиманский, граф (826 — 832, 835 — 844)
  - Каркассон — Бернар Септиманский, граф (837 — 844)
  - Руссильон — Бернар Септиманский, граф (835 — 844)
  - Руэрг — Фределон, граф (840 — 849)
  - Серданья — Сунифред, граф (835 — 848)
  - Септимания — Бернар Септиманский, маркиз (828 — 832, 835 — 844)
  - Тулуза — Бернар Септиманский, маркграф (835 — 844)
  - Урхель — Сунифред, граф (838 — 848)
- Англия — 
  - Восточная Англия — Этельверд, король (839 — 855)
  - Думнония — Мордаф ап Хопкин, король (830 — 850)
  - Мерсия — Беортвульф, король (840 — 852)
  - Нортумбрия — Этельред II, король (841 — 844, 844 — 848)
  - Уэссекс — Этельвульф, король (839 — 858)
- Бавария — Людовик II Немецкий, король (817 — 843)
- Блатенское княжество — Прибина, князь (839 — ок. 860)
- Болгарское царство — Пресиан, хан (836 — 852)
- Венецианская республика — Пьетро Традонико, дож (836 — 864)
- Византийская империя — 
  - Феофил, император (829 — 842)
  - Михаил III, император (842 — 867)
- Волжская Булгария — Айдар, хан (815 — ок. 865)
- Дания — Хорик I, король (814 — 854)
- Ирландия — Ниалл Калле, верховный король (833 — 846)
  - Айлех — Ниалл Калле, король (823 — 846)
  - Коннахт — Фергюс II, король (840 — 843)
  - Лейнстер — Лоркан I, король (838 — 848)
  - Миде — Маэл Руанайд мак Доннхада, король (833 — 843)
  - Мунстер — Федлимид, король (ок. 821 — 847)
  - Ольстер — Матудан мак Муйредах, король (839 — 857)
- Испания —
  - Арагон — Галиндо Гарсес, граф (833 — 844)
  - Астурия — 
    - Альфонсо II Целомудренный, король (791 — 842)
    - Рамиро I, король (842 — 850)

  - Кордовский халифат — Абд ар-Рахман II, эмир (822 — 852)
  - Наварра — Иньиго Ариста, король (824 — 851/852)
- Италийское королевство — Лотарь I, король (818 — 855)
  - Беневенто — Радельхиз I, князь (839 — 851)
  - Гаэта — Константин, консул[англ.] (839 — 866)
  - Капуя — Ландульф I, князь (817 — 843)
  - Неаполь — Сергий I, герцог (840 — 864)
  - Сполето — 
    - Беренгар, герцог (836 — 842)
    - Гвидо I, герцог (842 — 860)
- Критский эмират — Саид I, эмир (841 — 880)
- Моравия Великая — Моймир I, князь (830 — 846)
- Паннонская Хорватия — Светимир, князь (838 — ок. 880)
- Папская область — Григорий IV, папа римский (827 — 844)
- Приморская Хорватия — Мислав, герцог (835 — 845)
- Саксония — Людольф, граф (герцог) (840 — 866)
- Сербия — Властимир, князь (ок. 836 — ок. 851)
- Уэльс —
  - Брихейниог — Элисед I, король (840 — 885)
  - Гвент — Ител IV ап Атруис, король (810 — 848)
  - Гвинед — Мервин ап Гуриад, король (825 — 844)
  - Гливисинг — Рис ап Артвайл, король (825 — 856)
  - Поуис — Кинген ап Каделл, король (808 — 855)
  - Сейсиллуг — Гугон ап Меуриг, король (808 — 871)
- Франкское государство — Лотарь I, император Запада (817 — 855) 
  - Ангулем — Тюрпьон, граф (839 — 863)
  - Ванн — Номиноэ, граф (819 — 851)
  - Мэн — Гозберт, граф (839 — 853)
  - Нант — Рено д’Эрбо, граф (841 — 843)
  - Овернь[англ.] — Гильом I, граф (841 — 846)
  - Отён — Бернар Септиманский, граф (830 — 831, 835 — 844)
  - Пуатье — Бернар II, граф (840 — 844)
  - Труа — Адельрам I, граф (820 — 852)
  - Шалон — Гверин II, граф (ок. 819 — ок. 853)
- Хазарский каганат —  Завулон, бек (? — ок. 850)
- Шотландия —
  - Дал Риада — 
    - Алпин II, король (839 — 842)
    - Кеннет I, король (842 — 848)

  - Пикты — 
    - Вурад, король (839 — 842)
    - Киниод II, король (842)
    - Бруде VII, король (842 — 845)

  - Стратклайд (Альт Клуит) — Думнагуал ап Кинан, король (816 — 850)

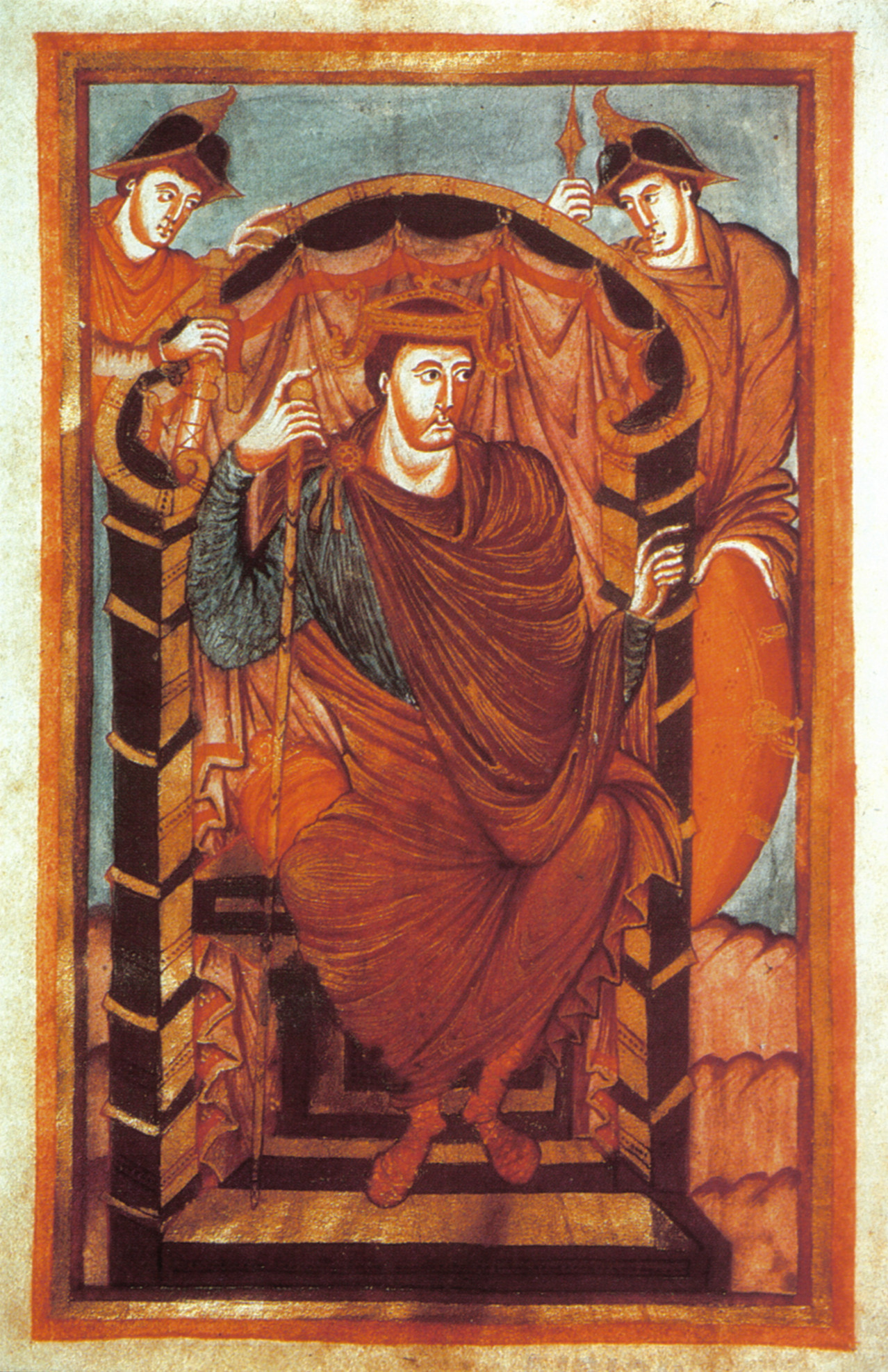
Лотарь I 818-855 Император Запада
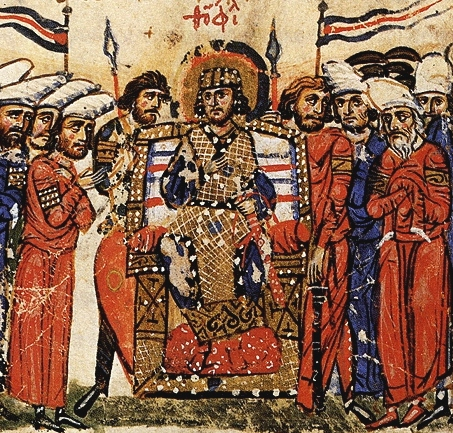
Феофил 829-842 Император Византии
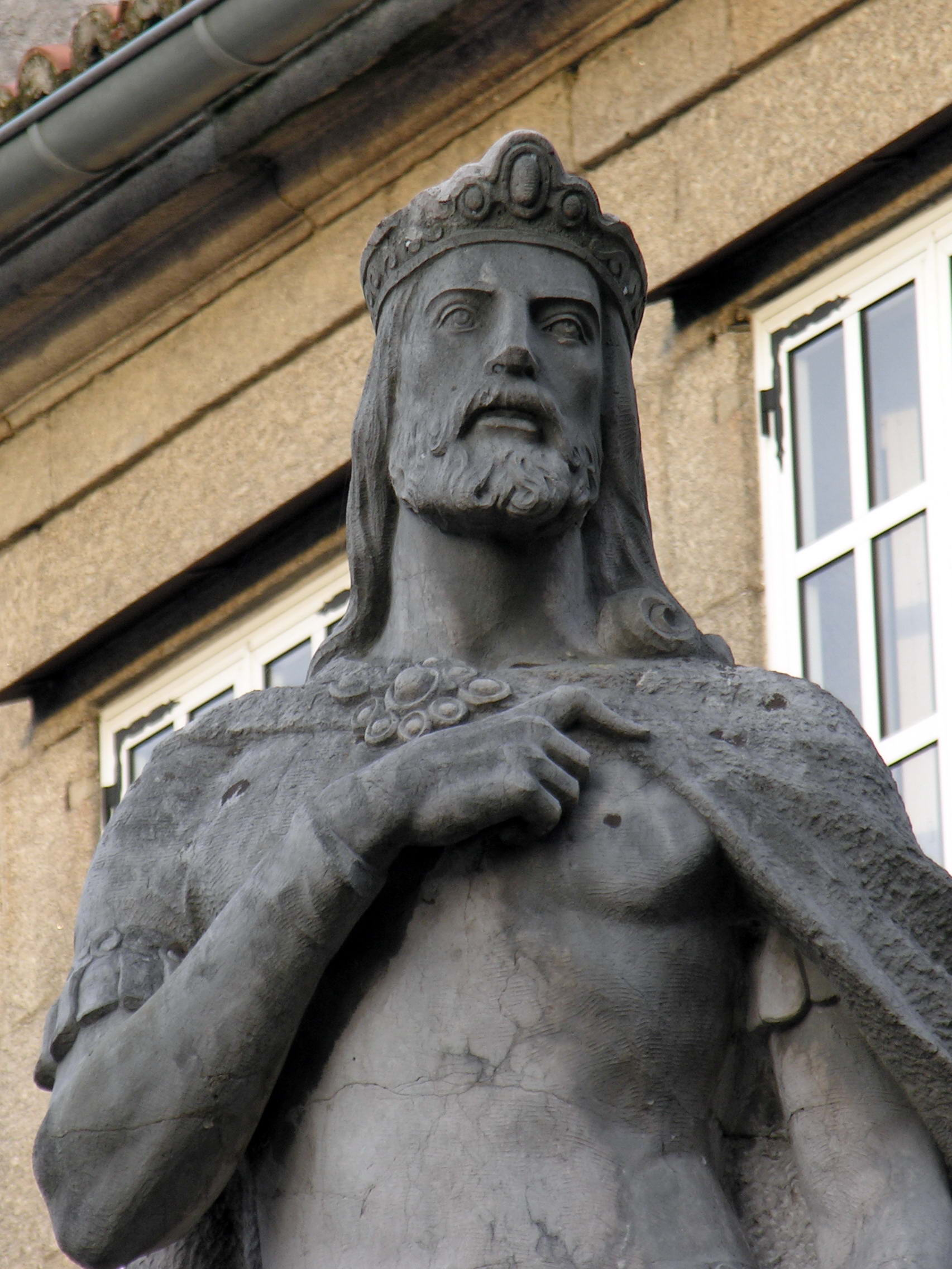
Альфонсо II 791-842 Король Астурии
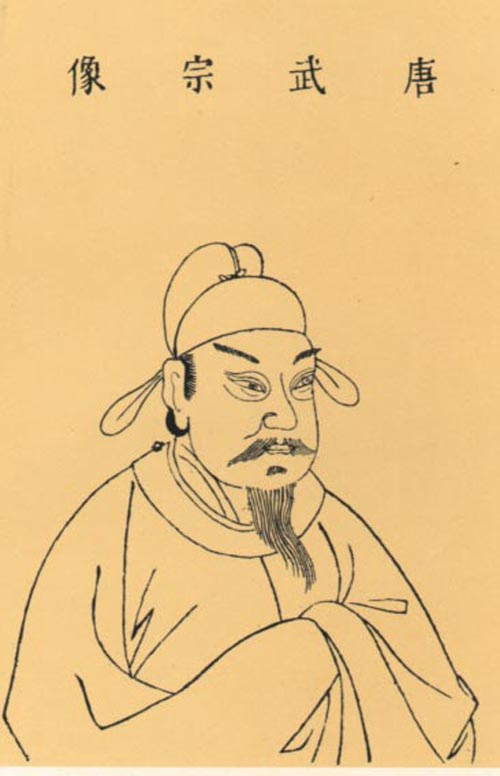
У-цзун 840-846 Император Китая
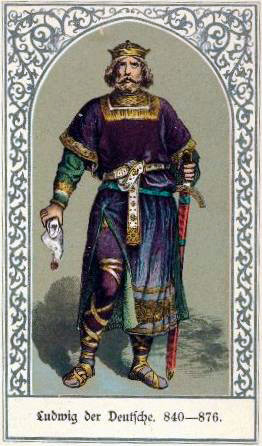
Людовик II Немецкий 840-843 Король Баварии
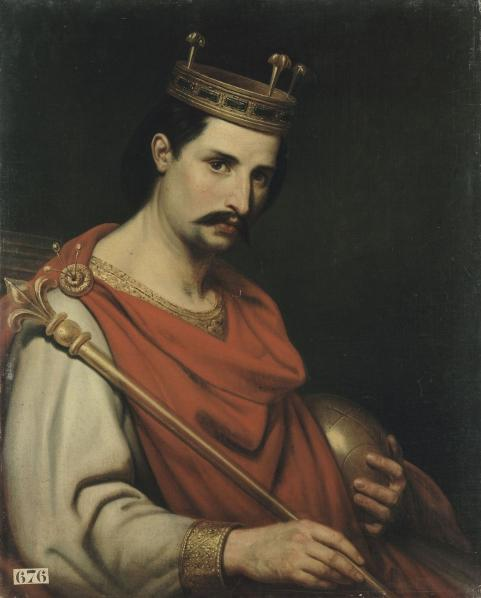
Карл II Лысый 839-843,848-854 Король Аквитании
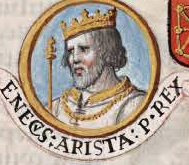
Иньиго Ариста 824-851/852 Король Наварры
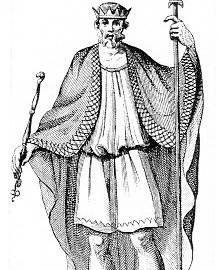
Этельвульф 839-858 Король Уэссекса
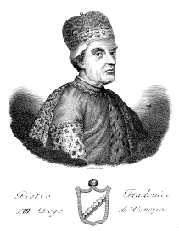
Пьетро Традонико 836-864 Дож Венеции
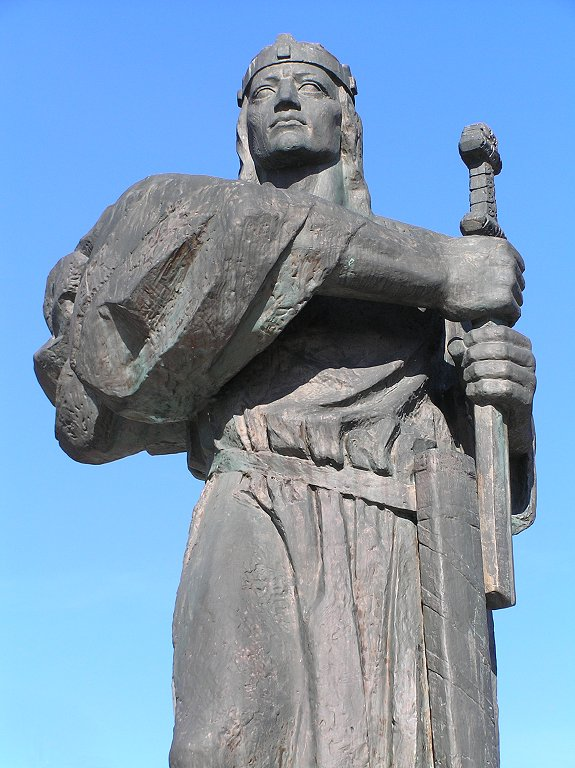
Прибина 839-860 Князь Блатенского княжества
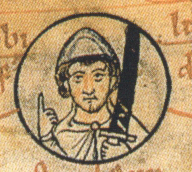
Людольф 840-866 Граф (герцог) Саксонии
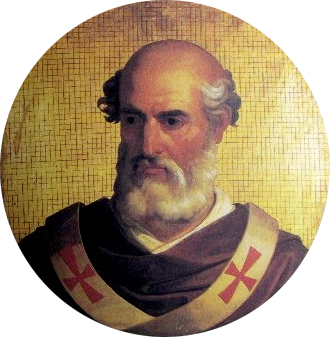
Григорий IV 827-844 Папа римский